# Выборы в ландтаг Шлезвиг-Гольштейна (2005)
Выборы в Ландтаг Шлезвиг-Гольштейна 16-го созыва состоялись 20 февраля 2005 года.

## Лидеры партийных фракций, представленных в Ландтаге
Фракцию ХДС на выборах возглавил Петер Харри Карстенсен, СДПГ — предыдущий премьер-министр федеральной земли Хайде Симонис. Лидером фракции СДП стал Вольфганг Кубикки. Зелёные вели кампанию под руководством Анне Люткес. Союз южношлезвигских избирателей на выборах возглавила Анке Споорендонк.

## Допущенные к выборам партии
К выборам были допущены следующие партии:
- Христианско-демократический союз Германии
- Социал-демократическая партия Германии
- Союз 90 / Зелёные
- Свободная демократическая партия
- Союз южношлезвигских избирателей
- Партия демократического социализма
- Национал-демократическая партия Германии
- Германская коммунистическая партия
- Партия пожилых граждан Германии, объединяющая поколения
- Серые — серые пантеры
- Партия семей Германии
- Партия верных Библии христиан
- Партия наступления верховенства закона

## Предвыборная обстановка
Хайде Симонис была премьер-министром федеральной земли Шлезвиг-Гольштейн с мая 1993 года. Совсем недавно она была переизбрана на этот пост после выборов в Ландтаг в 2000 году, на которых СДПГ снова получила поддержку электората и одержала победу с 43,1 % голосов, с 1996 года социал-демократы находились в коалиции с Союзом 90 / Зелёными, совместно формируя земельное правительство.
В 2003 году было решено, что выборы в федеральной земле Шлезвиг-Гольштейн должны проводиться раз в пять лет, после чего новые выборы в Ландтаг были назначены на 20 февраля 2005 года.

## Избирательная система
В федеральной земле Шлезвиг-Гольштейн действует пропорциональная система выборов. Из 69 мест 40 считаются прямыми мандатами. Кроме того, существуют накладные и компенсационные мандаты. Определение точного количества компенсационных мандатов вызывает споры из-за неоднозначной формулировки избирательного закона.

## Результаты
- Количество избирателей, имеющих право голоса: 2 186 620
- Избиратели: 1 455 094 (явка: 66,55 %)
- действительных первых голосов: 1 413 461
- действительных вторых голосов: 1 434 805[2]

| Партия        | Первые голоса | %    | Прямые мандаты | Вторые голоса | %    | Мест | +/- | % мест |
| ------------- | ------------- | ---- | -------------- | ------------- | ---- | ---- | --- | ------ |
| ХДС           | 614 028       | 43,4 | 25             | 576 095       | 40,2 | 30   | ▼3  | 46,1   |
| СДПГ          | 581 242       | 41,1 | 15             | 554 879       | 38,7 | 29   | ▼12 | 37,1   |
| СДП           | 87 922        | 6,2  | —              | 94 935        | 6,6  | 4    | ▼3  | 7,9    |
| Зелёные       | 76 831        | 5,4  | —              | 89 387        | 6,2  | 4    | ▼1  | 5,6    |
| СЮИ           | 37 246        | 2,6  | —              | 51 920        | 3,6  | 2    | ▼1  | 3,4    |
| НДП           | 4486          | 0,3  | —              | 27 676        | 1,9  | —    | ±0  | —      |
| ПСГ           | —             | —    | —              | 11 802        | 0,8  | —    | ±0  | —      |
| ПДС           | 6826          | 0,5  | —              | 11 392        | 0,8  | —    | ±0  | —      |
| Серые         | —             | —    | —              | 7536          | 0,5  | —    | ±0  | —      |
| ППГГ          | 2777          | 0,2  | —              | 3485          | 0,2  | —    | ±0  | —      |
| ПВБХ          | —             | —    | —              | 2930          | 0,2  | —    | ±0  | —      |
| ПНВЗ          | —             | —    | —              | 1489          | 0,1  | —    | ±0  | —      |
| ГКП           | —             | —    | —              | 1279          | 0,1  | —    | ±0  | —      |
| 7 независимых | 2103          | 0,03 | —              | —             | —    | —    | ±0  | —      |
| Всего         | 1 413 461     |      | 40             | 1 434 805     | 100  | 69   |     |        |

## Формирование правительства
После выборов 20 февраля 2005 года ХДС получил 30, СДПГ — 29, СДП — 4, Союз 90 / Зелёные — также 4, Союз южношлезвтгских избирателей— 2 места в Ландтаге федеральной земли Шлезвиг-Гольштейн, таким образом, ХДС и СДП получили 34 голоса, получив на один голос меньше для получения абсолютного большинства. В то время как ХДС призвал СДПГ вступить в переговоры о большой коалиции, социал-демократы начали переговоры о коалиции с зелёными. Коалиционное соглашение между СДПГ и Зелёными было заключено 15 марта 2005 года на специальных конференциях двух партий. Союз южношлезвигских избирателей согласился поддерживать эту коалицию. В СДПГ на голосовании коалицию поддержали единодушно, у Зелёных воздержались двое.
Хайде Симонис и председатель парламентской фракции ХДС Петер Харри Карстенсен баллотировались на выборы премьер-министра федеральной земли Шлезвиг-Гольштейн 17 марта 2005 года. Ни один из кандидатов не получил большинства в четырёх турах голосования. Открытие Ландтага было отложено до избрания премьер-министра. Шесть недель спустя, 27 апреля 2005 года, Карстенсен был наконец избран премьер-министром большой коалиции. Переговоры о большой коалиции между ХДС и СДПГ длились с 4 по 16 апреля, а 23 апреля съезды обеих партий проголосовали за коалиционное соглашение.